# Mohamed Gabal
Mohamed Gabal (arab. ‏مهمد قبل‎, ur. 21 stycznia 1984 w Al-Mahalla al-Kubra) – egipski siatkarz grający na pozycji atakującego; reprezentant Egiptu.

## Kariera klubowa
Karierę sportową rozpoczynał w egipskim klubie El-Mahalla. Później przeniósł się do El Gaish, w którym gra obecnie.

## Kariera reprezentacyjna
Mohamed Gabal po raz pierwszy do reprezentacji powołany został na Ligę Światową i Mistrzostwa Świata w 2006 roku. Grał w dwóch kolejnych mistrzostwach kontynentalnych (w 2007 i 2009 roku), zdobywając z reprezentacją dwa złote medale. W lutym 2008 roku wygrał Afrykański Turniej Kwalifikacyjny, awansując tym samym do Igrzysk Olimpijskich.
Był powoływany na Ligę Światową w latach 2006, 2007, 2008 i 2010.